# قائمة الانحيازات المعرفية
تشير الانحيازات المعرفية إلى أنماط منظمة من الانحراف عن العقلانية في الحكم على الأمور، وتُدرس كثيراً في علم النفس والاقتصاد السلوكي.
رغم أن طبيعة هذه الانحيازات مؤكدة بكثير من الأبحاث العلمية، إلا أن هناك العديد من الخلافات حول تصنيفها أو تفسيرها. للانحيازات أشكال عديدة وتظهر كانحيازات (باردة)، مثل الضجيج العقلي، أو انحيازات (حارة)، كتشوش المعتقدات بالتفكير بالتمني. ويمكن أن يظهر النوعان في الوقت عينه.
ثمة خلافات أخرى حول بعض هذه الانحيازات وما إذا كانت تعتبر غير ذات جدوى أو لاعقلانية، أو أنها تتسبب في حدوث سلوكيات أو نهج مفيد. على سبيل المثال، عندما يتقابل الناس فإنهم يميلون إلى توجيه أسئلة إيعازية يبدو عليها الانحياز إلى تأكيد افتراضاتهم عن الشخص المقابل الآخر. لكن هذا النوع من الانحيازات التأكيدية تم الدفاع عنه كنوع من المهارات الاجتماعية، أي كطريقة لإنشاء روابط بين الناس وبعضهم البعض.
رغم أن الأغلبية الساحقة من هذه الأبحاث تتضمن عينات بشرية، فإن بعض النتائج تشير إلى أن الانحيازات موجودة أيضا في الحيوانات غير البشرية. فقد وجد، على سبيل المثال، أن الحسم المغالي Hyperbolic Discounting موجود لدى الفئران، والحمام، والقردة.

## اتخاذ القرار، والاعتقاد، والانحيازات السلوكية
تؤثر الكثير من هذه الانحيازات على تكوين المعتقدات، واتخاذ القرارات الاقتصادية والعملية، وعلى السلوك الإنساني في العموم.
| الاسم                                  | الوصف |
| -------------------------------------- | --- |
| تأثير الغموض                           | الميل إلى تجنب الخيارات التي تفتقر إلى المعلومات اللازمة لئلا تكون الاحتمالات مجهولة. |
| الارتكاز                               | الميل إلى الاعتماد بشكل كبير جدا، أو «الارتكاز» على بعض من المعلومات عند اتخاذ القرار (في العادة تكون أول جزء متوفر من المعلومات عن موضوع ما). |
| التفكير المتمحور حول الإنسان           | الميل إلى استخدام المقاييس البشرية كأساس للجدال حول ظواهر بيولوجية غير مألوفة. |
| التجسيم أو التشخيص                     | الميل إلى تصنيف الحيوانات، الأغراض، والمفاهيم المجردة وكأن لها سمات، عواطف، ونوايا مثل تلك البشرية. |
| الانحياز الانتباهي                     | ميل الإدراك إلى التأثر بأفكار متكررة. |
| الانحياز الآلي                         | الميل إلى الاعتماد بغزارة على الأنظمة الآلية التي قد تؤدي إلى طغيان معلومات آلية خاطئة على القرارات الصحيحة. |
| التوافر الإرشادي                       | الميل إلى التقدير المبالغ لأرجحية الأحداث التي لها توافر كبير في الذاكرة، والتي قد تتأثر بمدى قرب هذه الذكريات أو بكونها غيد معهودة أو مشحونة عاطفيا. |
| التوافر المتتالي                       | عملية معززة ذاتية، يكتسب من خلالها معتقد جماعي القبول شيئا فشيئا عبر تكراره المتزايد في الخطاب العام (أو بكلام آخر: «كرر شيئا لمدة طويلة كافية وسيغدو حقيقيا»). |
| التأثير العكسي                         | إنكار الأدلة بتعزيز معتقدات المرء السابقة. راجع انحياز التأثير المتواصل. |
| تأثير العربة                           | الميل إلى تصديق أو القيام بأشياء لمجرد أن الكثير من الناس يصدقونها أو يقومون بها. وهو مرتبط بالتفكير الجماعي وسلوك القطيع. |
| مغالطة معدل الأساس أو إهمال معدل الساس | الميل إلى تجاهل معدل أساس المعلومات (معلومات عامة) والتركيز على معلومات معينة (معلومات تتعلق بحالة معينة). |
| الانحياز للاعتقاد                      | الميل إلى الحكم على قوة الحجج القائمة بمدى توافق خلاصتها مع معتقداته. |
| تأثير بين فرانكلين                     | ميل أحد الأشخاص إلى تكرار إسدائه للمعروف لشخص آخر يكون أكثر احتمالا إن لم يكن الثاني قد أسدى للأول معروفا من قبل. |
| معضلة بيركسون                          | الميل إلى التفسير الخاطئ للتجارب الإحصائية التي تتضمن احتمالات مشروطة. |
| نقطة التحيز العمياء                    | الميل إلى رؤية أحدهم لنفسه على أنه أقل انحيازا من بقية الناس، أو القدرة على ملاحظة الانحيازات المعرفية في بقية الناس بشكل لا يتوفر عند ملاحظته لمغالطاته هو نفسه. |
| تأثير المتفرج                          | الميل إلى الاعتقاد بأن الآخرين سيهمون بالتصرف في حالات الطوارئ. |
| انحياز الخيار المدعوم                  | ميل أحدهم إلى تذكر خياراته على أنها أفضل مما كانت عليه حقا. |
| الوهم العنقودي                         | الميل إلى المبالغة في أهمية أجزاء صغيرة وسط عينات كبيرة من البيانات (أي رؤية أنماط وهمية). |
| الانحياز التأكيدي                      | الميل إلى البحث عن المعلومات، تفسيرها، أو التركيز عليها بشكل يؤكد قناعات المرء السابقة. |
| الانحياز المتطابق                      | الميل إلى اختبار الفرضيات بشكل حصري عبر الاختبار المباشر، بدلا من اختبار الفرضيات الأخرى المحتملة. |
| المحافظة (مراجعة المعتقد)              | الميل إلى مراجعة أحدهم لمعتقداته بشكل غير كاف عندما تواجهه أدلة جديدة. |
| انحياز التأثير المستمر                 | الميل إلى تصديق المعلومات المضللة السابقة حتى بعد تصحيحها. فبإمكان المعلومات المضللة أن تبقى ذات نفوذ على استنتاجات أحدهم حتى بعد تصحيحها. راجع التأثير العكسي. |
| تأثير التباين                          | الميل إلى تعزيز أو تصغير إدراك محفز ما مقارنة بآخر معاكس تمت ملاحظته مؤخرا. |
| تأثير المجاملة                         | الميل إلى إبداء رأي لائق اجتماعيا بدلا من الرأي الحقيقي، وذلك من أجل تجنب استفزاز أحدهم. |
| لعنة المعرفة                           | عندما يجد أناس أفضل علما أنه صعب للغاية أن يتناولوا بعض المشاكل مثلما يفعل أناس أقل علما. |
| الانحدارية                             | الميل إلى النظر إلى الماضي بشكل إيجابي (وردي) ورؤية المستقبل بشكل سلبي. |
| تأثير الشرك                            | تفضيل أحد الخيارين أ أو ب ينتهي باختيار ب عندما يعرض خيار ثالث (ج)، والذي يكون دون المستوى مقارنة بالخيار ب في كل جوانبه، ويكون دون مستوى أ بشكل جزئي. |
| التأثير الافتراضي                      | الميل إلى تفضيل الخيار الافتراضي من بين خيارات عديدة أخرى. |
| تأثير الفئة                            | الميل إلى إنفاق المال بشكل أكبر عندما يكون من فئات قليل (مثل العملات المعدنية) بدلا من إنفاقه بفئات كبيرة (مثل دفع الفواتير). |
| تأثير التدبير                          | الميل إلى بيع أصول تراكمت وازدادت قيمتها والامتناع عن بيع أصول انحدرت قيمتها. |
| انحياز التفرقة                         | الميل إلى رؤية خيارين على أنهما أقل تشابها عند تقييمها معا عما يكون عليه الأمر عند تقييمهما بشكل منفصل. |
| تأثير دانينغ-كروجر                     | ميل الأشخاص غير المؤهلين للمبالغة في تقدير مهاراتهم، وميل الخبراء إلى فعل العكس. |
| فجوة التعاطف                           | الميل إلى التقليل من مدى تأثير أو قوة المشاعر لدى أحدهم أو لدى الآخرين. |
| تأثير الهبة                            | ميل الأشخاص إلى المبالغة في تثمين غرض سيتخلون عنه بشكل أكبر مما سيفعلون عندما يبتغون الحصول عليه. |
| التوقع المبالغ فيه                     | استنادا إلى التقديرات، تكون الأدلة الطبيعية الواقعية أقل تطرفا من توقعاتنا. |
| انحياز التجريبيون                      | ميل التجريبيين إلى تصديق ونشر بيانات تتوافق مع توقعاتهم لنتيجة تجربة ما، أو تكذيب، تجاهل، أو التقليل من شأن بيانات أخرى يبدو عليها التناقض مع توقعاتهم. |
| تأثير الارتساء                         | الميل إلى المبالغة في أهمية وجهة نظر أو حدث ما. |
| تأثير بارنوم                           | ميل الأفراد إلى تقييم أوصاف شخصياتهم التي يظنون أنها فريدة من نوعها، والتي تكون في واقعها غامضة أو عامة بشكل يجعلها منطبقة على قطاع عريض من الناس. هذا التأثير يمكننا من إبداء تفسير جزئي لانتشار قبول بعض المعتقدات والممارسات، مثل التنجيم، وقراءة الحظ والخطوط، وبعض أنواع اختبارات الشخصية.     |
| انحياز وصف الوظيفة الشكلية             | ميل الناس عند التفاعل بين البشر والروبوتات إلى الوقوع في أخطاء نظامية. فقد يبني الناس توقعاتهم وتصوراتهم عن روبوت بناء على منظره (شكله) ووصف وظائفه بشكل لا يعكس بالضرورة قدرات الروبوت الحقيقية.                                                                                                   |
| تأثير التأطير                          | استنتاج خلاصات مختلفة من نفس المعلومات، وذلك بناء على الطريقة التي تقدم بها المعلومات. |
| وهم التردد                             | التوهم بأن كلمة، اسما، أو شيئا اخر انتبه له أحدهم يبدو وأنها يظهر بتردد غير مناسب بعد برهة وجيزة (لا تخلط بينه وبين وهم المستجدات أو انحياز الاختيار). وهذا الوهم قد يشير أحيانا إلى ظاهرة بادير-مينهوف.                                                                                            |
| الثبات الوظيفي                         | تقييد المرء لاستخدامه غرض ما بالشكل التقليدي فحسب. |
| مغالطة المقامر                         | الميل إلى التفكير في أن الاحتمالات المستقبلية ستتأثر بالأحداث الماضية، في حين أنها في الواقع لا تتغير. تنبع المغالطة من تصور خاطئ لقانون الأرقام الكبيرة. فعلى سبيل المثال، قد يحصل المرء عند رميه عملة معدنية على «ملك» خمس مرات متتالية، فيظن أن ظهور «الكتابة» محتمل بشكل أكبر في المرة السادسة. |
| تأثير الصعوبة-السهولة                  | وفقا لمستوى معين من صعوبة مهمة ما، يكون الحكم على مدى الصعوبة متحفظا بشكل كبير وليس كافيا. |
| انحياز الإدراك المتأخر                 | عندما يقول أحدهم «لقد كنت أعرف ذلك طوال الوقت»، فهو يميل إلى رؤية الأحداث الماضية وكأنها كانت متوقعة عندما حدثت. |
| انحياز العزو العدائي                   | الميل إلى تفسير سلوك الآخرين على أنه مدفوع بنية عدائية، حتى لو كان السلوك غامضا أو حميدا. |
| متلازمة المؤمن الحقيقي                 | الميل إلى الأيمان بمعتقدات مغلوطة حتى لو ثبت بطلانها. |

## الانحيازات الاجتماعية
يمكن وصف معظم هذه الانحيازات بأنها انحيازات العزو.
| الاسم                   | الوصف |
| ----------------------- | --- |
| تأثير الغموض            | الميل إلى تجنب الخيارات التي تفتقر إلى المعلومات اللازمة لئلا تكون الاحتمالات مجهولة. |
| تحيز الفاعل المراقب     | هو مصطلح يُفسر الخطأ الذي يحدث أثناء قيام الفرد (كمراقب) بتفسير سلوك غيره (كفاعل للسلوك). فعندما يحكم الشخص (كمراقب لذاته) على سلوكه (كفاعل للسلوك) أثناء قيامه بعمل ما، فإنه يكون أكثر عرضة لإسناد هذا السلوك إلى عوامل ظرفية متعلقة بالموقف، بدلا من تعميمه ونسبه لشخصيته. |
| انحياز للسلطة           | هو الميل إلى النظر لرأي السلطة علي أنه أكثر دقة (لمجرد أنه نابع من السلطة دون النظر لمحتوي الرأي)، ويكون المتحيز أكثر تأثرا برأي السلطة عن رأي غيرها. كانت تجربة ملغرام في عام 1961 هو التجربة الكلاسيكية التي أثبتت وجود هذا الانحياز. |
| تأثير المشجع            | هو انحياز معرفي يجعل الناس تعتقد أن الأفراد يكونون أكثر جاذبية عندما يكونون في جماعة. |
| الانحياز الانتباهي      | ميل الإدراك إلى التأثر بأفكار متكررة. |
| انحياز أناني            | هو الميل إلى الاعتماد بشكل كبير على منظور الفرد الشخصي و/أو أن يكون له رأي عن نفسه أعلى من الواقع، والذي يبدو أنه نتيجة للحاجة النفسية لإرضاء الأنا وأن تكون مفيدة لتعزيز الذاكرة. |
| انحياز للدوافع الخارجية | هو انحياز إنسابي يقول بأنه عندما ينظر الأشخاص إلى أعمال غيرهم، فإنهم يقومون بنسبها إلى "دوافع خارجية" (أي أنهم يقومون بالعمل من أجل المكافأة النقدية مثلا) بدلا من نسبها إلى "دوافع جوهرية داخلية" (مثل تعلم مهارة جديدة). |
| خطأ الإحالة الأساسي     | هو الإدعاء بأن الإنسان (بشكل عام) يسلك مسلكا متناقضا أثناء تفسيره لسلوكه الشخصي، وتفسيره لسلوك غيره (الآخرين)، فأثناء تفسير الشخص لسلوكه الشخصي، فهو يركز علي العوامل الخارجية الظرفية التي أدت به لاتخاذ قرار ما، ولكن عند تفسيره لسلوك غيره فإنه يركز بشكل (غير مبرر) على الخصائص الداخلية للفرد (طبيعة الشخصية أو التعمد المسبق)، بدلا من التركيز على العوامل الخارجية كما فعل مع نفسه. |
| تأثير الهالة            | هو نوع من التفاوت في الحكم الفوريّ، أو في التحيز المعرفي، بحيث يفرض الشخص الذي يقوم بالتقييم الأوّلي لشخص آخر (أو لمكان ما أو لأيّ شيء آخر) معلوماتٍ غامضةً بالاستناد إلى معلومات محدّدة. |
| وهم التفوق              | وهو اعتقاد عند بعض الناس حول تفوقهم على الأفراد الآخرين (الفرد المتوسط) حيث يقوم الفرد بتضخيم إيجابياته وتصغير سلبياته وينتج عن سوء تقدير للقدارت الذاتية والبيئة المحيطة، وهو أمر شائع، يمكن ملاحظته في الصف، وفي العمل، وفي كافة مناحي الحياة. |
| تفضيل أفراد الجماعة     | تشير لنمط من تفضيل أفراد الجماعة التي ينتمي لها الفرد علي الأفراد خارج هذه الجماعة أو من الجماعات الأخري. ويمكن التعبير عن هذا التفضيل في شكل تقييم الأفراد، أو تخصيص الموارد، أو بطرق أخرى كثيرة. |
| فرضية العالم العادل     | الافتراض بأن الشخص طبيعته يميل إلى تحقيق نتائج عادلة ومناسبة أخلاقيا له، وذلك بإنهاء كل الأعمال النبيلة التي يكافئ عليها في نهاية المطاف، وكل الأعمال الشريرة التي يعاقب عليها في نهاية المطاف. |
| انحياز للمصلحة الذاتية  | آلية يستخدمها الأفراد في حماية وتعزيز تقدير الذات لديهم. |
| انحياز نسبة السجية      | هو ميل الأشخاص إلى النظر إلى أنفسهم بشكل متغير نسبيا من حيث الشخصية والسلوك والمزاج، بينما يرون غيرهم بشكل أكثر ثباتا في صفاتهم الشخصية ويمكن التنبؤ برد فعلهم في المواقف مختلفة. |

## انحيازات وأخطاء الذاكرة
في علم النفس وفي العلوم الاستعرافية، انحياز الذاكرة هو انحياز معرفي يعمل على دعم أو تثبيط الاستدعاء من الذاكرة، أو يعمل على تغيير محتويات الذاكرة.
| الاسم                 | الوصف |  |
| --------------------- | --- |  |
| انحياز أثر التلاشي    | هو ظاهرة نفسية يحدث فيها أن المعلومات المرتبطة بالمشاعر السلبية تميل إلى أن تُنسى بشكل أسرع من تلك المرتبطة بالمشاعر الإيجابية الممتعة. وعلى الرغم من وجود بعض النتائج المتناقضة فيما يتعلق بهذا الانحياز، إلا أنه قد تبين إلى حد كبير أنه حقيقي. |  |
| ذاكرة كاذبة           | هي ظاهرة نفسية حيث يتذكر الشخص أموراً لم تحدث في الواقع. الذاكرة الزائفة غالبا ما تؤخذ بنظر الاعتبار في القضايا القانونية بشأن الاعتداء الجنسي على الاطفال.                                                                                       |  |
| انحياز الانتباه       | هو ميل انتباه الناس إلى التأثر بأفكارهم الحاضرة في الذهن خلال وقت معين. ربما تفسر انحيازات الانتباه فشل الفرد في التفكير في البدائل الممكنة، حيث تقود أفكار محددة قطار التفكير بطريقة معينة.                                                     |  |
| تأثير الطريقة         | في مجال علم النفس التجريبي وغالبًا في المجالات التي تتعامل مع الذاكرة والتعلم، وهذا للإشارة إلى مدى اعتماد أداء المتعلمين على طريقة تقديم العناصر التي تخضع للدراسة.                                                                              |  |
| تأثير الأفضلية للصور  | وفقًا لتأثير الأفضلية للصور، تزداد على الأرجح القدرة على تذكر المفاهيم إذا قدمت كصور بدلاً من كلمات. |  |
| تأثير الموقف المتسلسل | هو ميل الشخص لتذكُّر أول وآخر العناصر في سلسة بشكل أفضل، وتذكُّر العناصر الوسطى بشكل أسوأ. |  |
| تأثير التباعد         | هو ظاهرة تشير إلي أن تعلم قدر من المعلومات يكون أفضل عندما تتباعد فترات دراسته علي مدار الوقت، بدلا من دراسة نفس الكمية من المحتوى في جلسة واحدة.                                                                                                |  |
| تأثير الاختبار        | هو ظاهرة زيادة الذاكرة طويلة الأمد عندما يتم تخصيص بعض الوقت لاسترجاع المعلومات التي يجب تذكرها من خلال الاختبار الذي يتبعه تغذية مرتجعة سليمة. ويشار إلى التأثير أحيانا على أنه ممارسة الاسترجاع، أو التعلم المعزز بالاختبار.                   |  |
| طرف اللسان            | الفشل في استدعاء كلمة ما من الذاكرة، ويصاحب ذلك استرجاع جزئي والشعور بأن استدعاء الكلمة سيكون وشيكًا. |  |
| تأثير فون ريستورف     | المعروف أيضًا باسم "تأثير العزلة"، أنه عند تقديم محفزات متجانسة متعددة، من المرجح أن يتم تذكر الحافز الذي يختلف عن البقية. |  |
| انحياز لتأييد القرار  | هو الميل إلى نسبة سمات إيجايبة بأثر رجعي لقرار تم اتخاذه مسبقا. وهو شكل من أشكال الانحياز المعرفي. |  |
| تأثير زيجارنيك        | يوضح تأثير زيجارنيك بأن الناس يتذكرون المهام غير المكتملة أو التي تم مقاطعتها أفضل من المهام المكتملة. في علم النفس الغشتالتي، تأثير زيجارنيك استخدم للتدليل على الوجود العام لظاهرة جشطالت ليس فقط وجود إدراكي بل أيضاً وجود معرفي.              |  |
| مغالطة التزامن        | هي مغالطة رسمية تحدُث عند افتراض أن شروطًا معينة احتمالية حدوثها أكثر من شرٍط واحٍد عام. |  |